# Juan Pacheco
Juan Pacheco (Belmonte, 1419 - 4 oktober 1474) was een van de belangrijkste edelen aan het hof van Johan IV en Hendrik IV van Castilië. 

## Afkomst

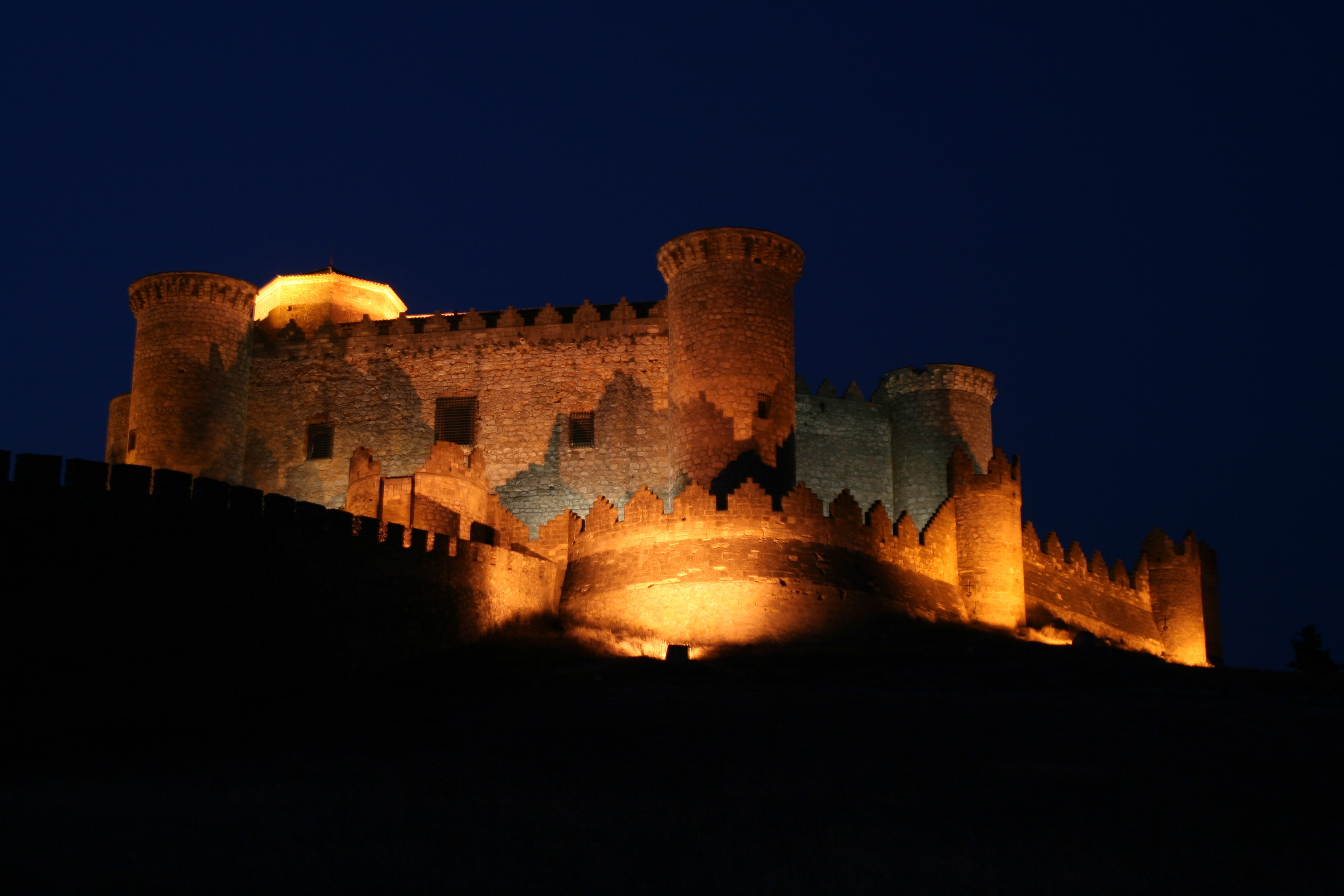
Het kasteel van Belmonte, dat Juan Pacheco liet bouwen

Juan Pacheco was een zoon van Alfonso Téllez Girón en María Pacheco, dochter van de eerste heer van Belmonte, Juan Fernández Pacheco. 
De familie Pacheco was oorspronkelijk afkomstig uit Portugal en was naar Castilië gevlucht na de Slag bij Aljubarrota in 1385. De Pachecos waren de voornaamste familie in Belmonte. Nadat Juan Pacheco tot markies van Villena werd benoemd liet hij in 1456 het kasteel van Belmonte bouwen.

## Loopbaan
Juan Pacheco groeide op aan de zijde van de prins en toekomstige koning van Castilië, Hendrik. Hij was een page van Álvaro de Luna door wie hij later als page van Hendrik werd aangewezen. Juan Pacheco domineerde de Castiliaanse politiek vanaf de laatste jaren van de regering van Johan II (1406-1454) tot aan zijn dood. Hij was een vertrouwensman en adviseur van Hendrik IV. 
Gedurende zijn loopbaan was hij voortdurend in intriges gewikkeld. Zo nam hij deel aan de Liga van Tudela in 1460, een verbond van Johan II van Aragón tegen zijn broer Hendrik IV, om de samenzwering op het laatste moment te verraden.. Hij neemt ook deel aan de Liga de Burgos in 1464 en aan de Farce van Ávila in 1465.
Op 27 september 1435 trouwde hij met Juana de Luna, een dochter van Rodrigo de Luna en Angelina Cerrialda, die net als haar moeder Angelina als roepnaam had. Dit huwelijk werd op 13 november 1442 ongeldig verklaard en hetzelfde jaar 1442 trouwde hij met María Portocarrero, dochter van Pedro Portocarrero en Beatriz Enríquez, een van de rijkste families van Castilië. Zijn derde huwelijk was dat met María de Velasco, dochter van Pedro de Velasco en diens vrouw Mencía de Mendoza, in 1472.
In 1445 werd hij op 17 juli benoemd tot 1e markies van Villena. Het markizaat werd door Hendrik IV voor hem opgericht  na de Eerste Slag bij Olmedo. Van 1451 tot 1456 was hij adelantado mayor van Castilië en van 1461 tot 1462 was hij merino mayor van Asturië. Tevens was hij graaf van Xiquena en hertog van Escalona. 
In 1463 moest hij zijn positie aan het hof afstaan ten gunste van Beltrán de la Cueva. In 1466 werd zijn neef Rodrigo Téllez Girón gekozen tot grootmeester van de Orde van Calatrava. Omdat deze minderjarig was werd Juan Pacheco zijn voogd, hetgeen hem vanaf 1469 leider maakte van de Orde. In 1467 werd Juan Pacheco bovendien grootmeester van de Orde van Santiago.
In 1469 trouwde prinses Isabella I van Castilië, dochter van Johan II van Castilië, met Ferdinand II van Aragón. Dit gebeurde tegen de wil van Hendrik en hierop brak de Castiliaanse Opvolgingsoorlog uit. Juan koos hierbij partij voor Juana la Beltraneja in 1475 getrouwd met Alfons V van Portugal.
Juan Pacheco stierf in oktober 1474, kort voor de dood van Hendrik IV.

## Nageslacht
Uit het eerste huwelijk met María Portocarrero:
- Diego López Pacheco (1456-Escalona, 26 november 1529)  2e markies van Villena.
- Pedro Portocarrero
- Alonso Téllez Girón

Uit een buitenechtelijke relatie met Catalina Alfón de Lodeña:
- Beatriz Pacheco, later getrouwd met Rodrigo Portocarrero, graaf van Medellín.